# 쑥부쟁이
쑥부쟁이(학명: Aster yomena)는 국화과의 여러해살이풀이다.

## 생태
한국·중국·일본·시베리아 등지에 널리 분포하는 여러해살이풀로 뿌리줄기가 옆으로 뻗으면서 높이 50cm 정도로 자란다. 원줄기가 처음 나올때나 붉은빛이 돌지만 점차 녹색 바탕에 자줏빛이 돈다. 잎은 어긋나고 피침형이며 가장자리에 굵은톱니가 있다. 꽃은 7-10월에 피고 10-11월에 결실을 맺으며 설상화는 자줏빛이지만 통상화는 황색이다. 두화는 가지 끝에 1개씩 달리고 지름 2.5cm이며 총포는 녹색이고 포편이 3줄로 배열한다. 어린순을 데쳐서 나물로 먹거나 기름으로 볶아 먹기도 한다.

## 재배 및 관리
생명력과 번식력이 강하기 때문에 별로 신경쓰지 않고도 잘 키울 수 있는 식물이다. 어느 토양에서나 잘 자라고 추위와 건조에도 잘 견디기 때문에, 빛이 잘 들고 배수가 잘 되는 곳에 심으면 별탈없이 잘 자란다.

## 갤러리

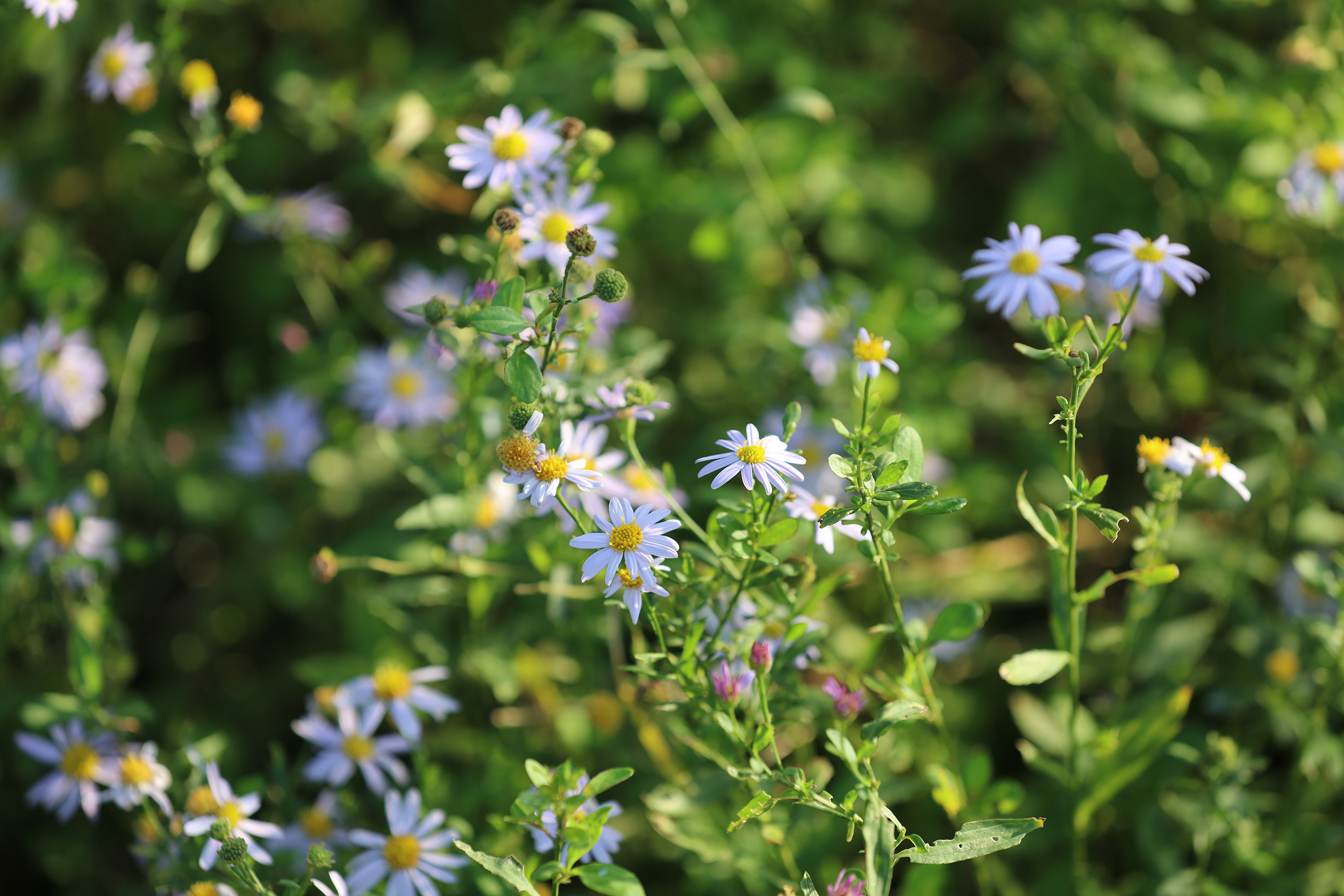

## 참고 문헌
- 이 문서에는 다음커뮤니케이션(현 카카오)에서 GFDL 또는 CC-SA 라이선스로 배포한 글로벌 세계대백과사전의 내용을 기초로 작성된 글이 포함되어 있습니다.